# 불안정 노동
불안정 노동(不安定勞動, precarious work)이란 박봉, 불안전, 무방비 상태로 가계를 지탱할 수 없는 비정규적 고용이다.

## 같이 보기
- 긱 경제
- 노동시장 유연성
- 프레카리아트
- 노동력 임시직화